# Viktória Mohácsi
Viktória Mohácsi (n. 1 aprilie 1975, Berettyóújfalu, Hajdú-Bihar, Ungaria) este un om politic maghiar de etnie romă, membru al Parlamentului European în a șasea legislatură (2004-2009) din partea Ungariei. Reprezintă Alianța Liberal-Democraților din Ungaria (SZDSZ). Este membră a Parlamentul European din 29 septembrie 2004, dată la care l-a înlocuit pe Gábor Demszky, primarul general al Budapestei, după ce a fost stabilit că mandatul acestuia este incompatibil cu funcția de primar.